# Rosthern
Rosthern är en ort i Kanada.   Den ligger i provinsen Saskatchewan, i den centrala delen av landet, 2 400 km väster om huvudstaden Ottawa. Rosthern ligger 507 meter över havet och antalet invånare är 1 405.
Terrängen runt Rosthern är mycket platt. Trakten runt Rosthern är nära nog obefolkad, med mindre än två invånare per kvadratkilometer.. Rosthern är det största samhället i trakten. 
Trakten runt Rosthern består till största delen av jordbruksmark.